# بيل بينيت (سياسي)
بيل بينيت (بالإنجليزية: Bill Bennett)‏ (و. 1932 – 2015 م) هو سياسي كندي، ولد في كيلونا، توفي في كيلونا، عن عمر يناهز 83 عاماً، بسبب مرض آلزهايمر.

## مناصب
تولى منصب Premier of British Columbia ‏ (22 ديسمبر 1975–6 أغسطس 1986)
- عضو الجمعية التشريعية لكولومبيا البريطانية ‏ (7 سبتمبر 1973–22 أكتوبر 1986)..